# Dematerialización

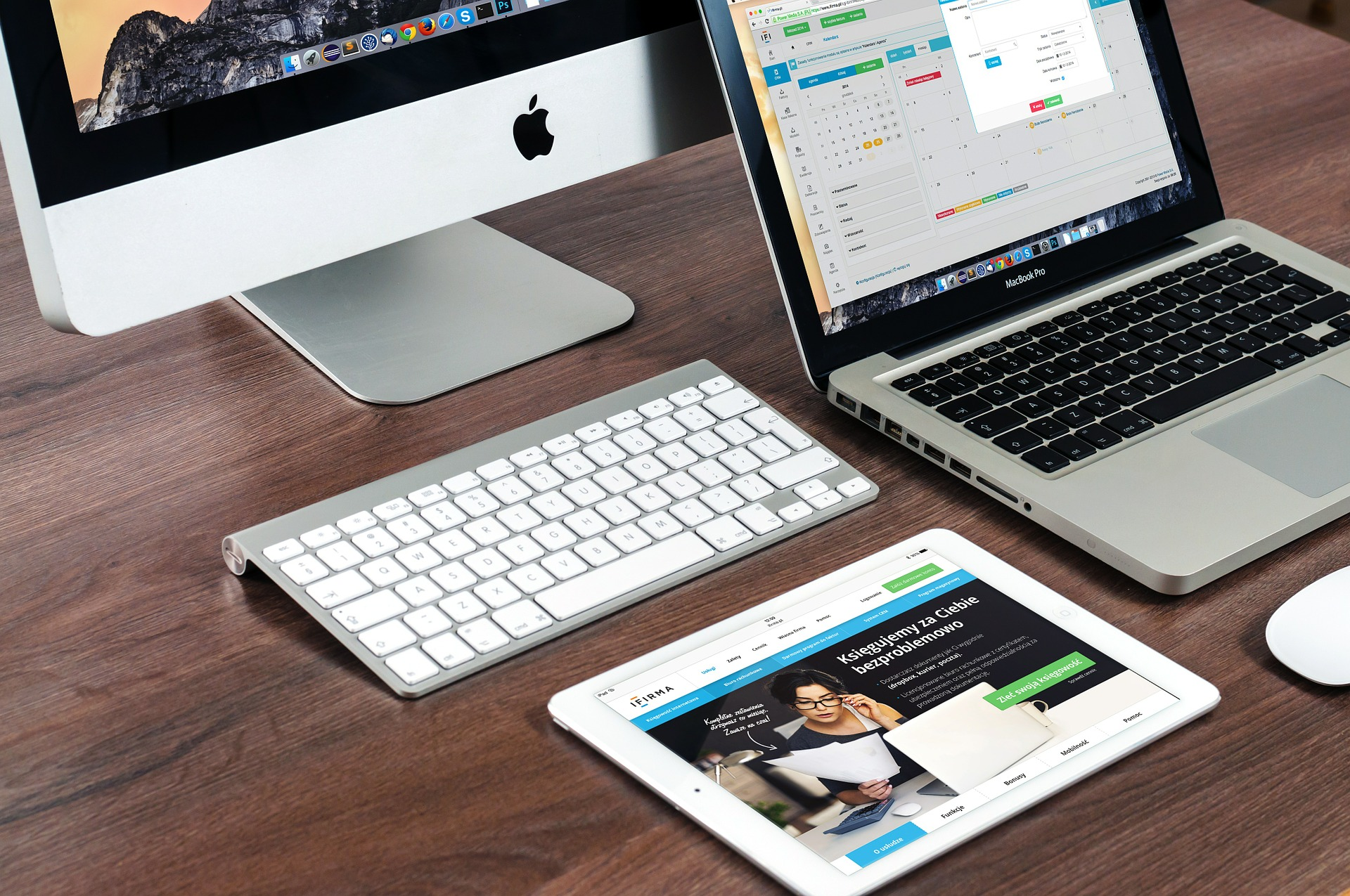
Escritorio de trabajo sin papel con una tableta, una computadora y un computadora portátil.

La desmaterialización,  digitalización,  virtualización u oficina sin papel se refiere, en relación a una empresa, organización, institución cualquiera, al reemplazo de los soportes tradicionales de información (generalmente papel, fichas o microfilmes) por ficheros informáticos y ordenadores. Este reemplazo naturalmente puede tener distintos grados de avance, llegando incluso a lo que da en llamarse «organización sin papeles», «escritorio sin papeles», «digitalización total» o «cero soporte papel», cuando se logra una substitución completa. Naturalmente, este cambio en el tipo de soporte de información, en cierta medida también abarca a los hogares.
Ella tiene por principal objetivo acrecentar la eficiencia de los procesos y de los servicios, permitiendo una gestión enteramente electrónica de datos y de documentos de todo tipo, tanto de aquellos que se producen internamente en la propia organización o estructura institucional considerada, como de aquellos que emanan de otros lugares (administraciones públicas, clientes, proveedores, etc.). Véase que en forma externa puede llegar a la organización o estructura institucional, tanto información ya establecida en formato digital, como establecida en soporte papel, y entonces, en el primer caso se podrá continuar con el procesamiento electrónico en la medida que exista compatibilidad, mientras que en el segundo caso se requerirá una previa transcripción o conversión a formato digital.
Cuando se intenta llevar a cabo en organizaciones e instituciones con mucha información en soportes no digitales, será necesario asegurar la operativa con mucho cuidado, en lo posible asentando los nuevos datos ya directamente en soporte digital, y planteando una estrategia de conversión sistemática de las informaciones históricas, desde los soportes analógicos existentes (papel, film, microfilm) a soportes digitales.
La desmaterialización como consecuencia y expansión de la informatización, naturalmente plantea ventajas e inconvenientes.

## Proceso global de informatización
Desmaterialización comenzó con iniciativas individuales y localizados para reducir las limitaciones físicas de los tratamientos tradicionales de información, sobre todo en términos de plazos de comunicación o disponibilidad de la información. Desde 1967, el envío de un disquete - además infinitamente duplicable - podría ser más rápido y menos caro que el equivalente de un centenar de páginas de papel. El beneficio obtenido luego se buscó en más, siempre mejor proporcionada por el hardware requerido y así más sistemático y profesional, hasta el punto de hacer que una característica de la informatización de las estructuras o culturas.
Condición de la máxima automatización de los datos, la desmaterialización bien diseñado y bien gestionado permite ganancias de productividad, incluso difíciles de cuantificar y mediano plazo para revitalizar las actividades de una región, por ejemplo, facilitando el intercambio de información.
Provocar un cambio profundo en las prácticas, poco a poco en todos los niveles de la empresa o grupo, es interesante por varias razones que desmaterialización es un proyecto compartido, más o menos formalmente por grupos de socios: todo el mundo disfruta y recursos digitales, la facilidad de intercambio de datos y el procesamiento, evitando costosos digitalización de materiales de alguna restante en su forma tradicional. Por estas razones, el aumento de la productividad proporcionada a un sector por una desmaterialización de sus agentes económicos puede ser el reconocimiento y el apoyo de las autoridades públicas. En el estado actual de las leyes nacionales, las dificultades legales permanecen para un pleno aprovechamiento de las posibilidades: (autenticación de los socios, su firma, etc.).
Las ventajas de la desmaterialización en términos de disponibilidad de la versión electrónica, obras de conservación y manejo, poco a poco han sido explotados por las instituciones cada vez más importantes en la gestión de la impresión, incluso a costa de la reorganización. Estas instituciones, principalmente las bibliotecas, son, desde este punto de vista ser creativo o proveedores de bienes intangibles siempre disponibles y protegidos de pérdidas accidentales. 

## Gestión de recursos y materias primas
El concepto de desmaterialización es cuestionado, ya que la digitalización y las TIC requieren materiales como metales y energía, además de generar residuos electrónicos. Se argumenta que la desmaterialización no reduce el consumo de recursos, aunque esta afirmación es debatida.
Según estudios de Philippe Bihouix y Benedicto Guillebon, la desmaterialización no reduce el uso de materias primas ni de energía. Desde los años 70, las TIC han aumentado el consumo de metales y electricidad: de menos de 20 metales en los 70 a casi 60 en el siglo XXI. El sector digital depende de servidores, cables y fibra óptica, con un impacto ambiental comparable al de la industria tradicional. Informes del PNUMA (2013) y el Instituto Öko (2012) confirman que la demanda de metales para TIC se triplicó entre 1980 y 2010.

## Dominios de aplicación
El desarrollo de Internet participa en el proceso de digitalización en todos los ámbitos y para los consumidores individuales, como la descarga de la sustitución en el sector de los videojuegos, los cartuchos de juegos o CDs.
Ejemplos de desmaterialización:
```
   La desmaterialización de correo entrante;
   Documentos de recursos humanos desmaterialización;
   La digitalización de los libros;
   Exámenes sin papel;
   La facturación electrónica;
   La desmaterialización de los videojuegos;
   La desmaterialización de dinero (por ejemplo, comprueba que la fórmula de papel ya no circula entre los bancos, pero solo la «imagen de verificación» (
imagen digital
). La desmaterialización se produjo en 2002 con el establecimiento de los CEI.
   La desmaterialización de la Junta; 
```

- Dématérialisation de la monnaie (exemple pour les chèques dont la formule papier ne circule plus entre les banques mais seulement l'image chèque (image numérique). La dématérialisation est intervenue en 2002 avec la mise en place de l'Échange d'image chèque (EIC).

## Implementación
El cambio de los medios de comunicación implica el uso de un:
```
   certificado de identidad digital que identifica las partes interesadas en el proceso (cf. firma digital );
   marca de tiempo, fecha y hora, que garantiza la hora y la fecha de cada etapa del tratamiento;
   espacio de confianza remoto: los documentos y las etapas de procesamiento están centralizadas en un servidor de terceros;
   un sobre digital: el usuario guarda sus documentos en un sobre digital que incorpora una hoja de seguimiento que cada paso está certificada por un tercero. 
```

Dos formas de desmaterialización de documentos entrantes y correspondencia más frecuentemente coexisten dentro de las organizaciones encuestadas por Markess Internacional:
```
   Por un lado, la llamada desmaterialización «nativo», que es para una empresa para recibir directamente los documentos entrantes como datos o informaciones digitales;
   Por otra parte, los llamados desmaterialización duplicados documentos y cartas recibidas en papel y desmaterializados a través de operaciones más o menos automatizados para promover la información y el tratamiento. En 2008, 51% de las organizaciones encuestadas por Markess Internacional indica que el tratamiento de forma automática al menos una operación asociada con la desmaterialización de los documentos recibidos inicialmente en formato papel. 
```

### Francia
El año 2012 es un punto de inflexión para la desmaterialización en Francia. Este es el año en que finalice el proceso de procedimientos de contratación electrónica, iniciada en 2001, que marca la entrada del comprador público en la era del control de los intercambios intangibles.
Administraciones mayo desde 1 de enero de 2012 ser capaz de recibir facturas electrónicas y así ponerse al día con sus vecinos europeos (como Suecia y Dinamarca). Sin embargo, las autoridades locales todavía no están obligados a seguir esta medida a pesar de que representan la mayor parte de las superficies tratadas. «Para los contratos que superen € 90.000 HT, el órgano de contratación no podrá rechazar para recibir los documentos transmitidos electrónicamente. Las reglas son ahora completo».
El plan Digital Francia 2020 establece que «el papel debe ser abandonada permanentemente y todos los trámites se desmaterializa.»